# Істлейк (Огайо)
Істлейк (англ. Eastlake) — місто (англ. city) в США, в окрузі Лейк штату Огайо. Населення — 17 670 осіб (2020).

## Географія
Істлейк розташований за координатами 41°39′21″ пн. ш. 81°26′2″ зх. д. / 41.65583° пн. ш. 81.43389° зх. д. (41.655807, -81.433829).  За даними Бюро перепису населення США в 2010 році місто мало площу 16,90 км², з яких 16,56 км² — суходіл та 0,34 км² — водойми.

## Демографія
Згідно з переписом 2010 року, у місті мешкало 18 577 осіб у 7841 домогосподарстві у складі 5056 родин. Густота населення становила 1099 осіб/км².  Було 8280 помешкань (490/км²).
Расовий склад населення:
| - 95,9 % — білих - 1,4 % — чорних або афроамериканців - 1,0 % — азіатів - 0,1 % — корінних американців |

До двох чи більше рас належало 1,2 %. Частка іспаномовних становила 1,4 % від усіх жителів.
За віковим діапазоном населення розподілялося таким чином: 20,6 % — особи молодші 18 років, 64,0 % — особи у віці 18—64 років, 15,4 % — особи у віці 65 років та старші. Медіана віку мешканця становила 42,7 року. На 100 осіб жіночої статі у місті припадало 97,2 чоловіків;  на 100 жінок у віці від 18 років та старших — 94,6 чоловіків також старших 18 років.
Середній дохід на одне домашнє господарство  становив 59 732 долари США (медіана — 50 465), а середній дохід на одну сім'ю — 70 206 доларів (медіана — 62 690). Медіана доходів становила 43 097 доларів для чоловіків та 37 449 доларів для жінок. За межею бідності перебувало 9,1 % осіб, у тому числі 14,3 % дітей у віці до 18 років та 4,8 % осіб у віці 65 років та старших.
Цивільне працевлаштоване населення становило 9672 особи. Основні галузі зайнятості: виробництво — 23,0 %, освіта, охорона здоров'я та соціальна допомога — 18,8 %, мистецтво, розваги та відпочинок — 11,9 %, роздрібна торгівля — 8,9 %.